# Norway Jackes
Norway Baldwin Jackes (Toronto, Ontario, 8 de juny de 1881 – ?) va ser un remer canadenc que va competir a començaments dels segle xx.
El 1908 va prendre part en els Jocs Olímpics de Londres, on guanyà la medalla de plata en la prova de dos sense timoner del programa de rem, junt a Frederick Toms.
Va prendre part a la Primera Guerra Mundial i en tornar exercí de periodista al Toronto Telegram.